# Анастасіос Доніс
Анастасіос «Тасос» Доніс (грец. Αναστάσιος "Τάσος" Δώνης, нар. 29 серпня 1996, Блекберн) — грецький футболіст, нападник клубу «Аріс».
Виступав, зокрема, за клуби «Лугано», «Ніцца», «Штутгарт» та «Реймс», а також національну збірну Греції.

## Клубна кар'єра
Народився 29 серпня 1996 року в місті Блекберн, де тоді грав його батько Йоргос Доніс. Вихованець юнацьких команд футбольних клубів «Панатінаїкос» та «Ювентус».
У професіональному футболі дебютував виступами за молодіжну команду «Ювентуса». Навесні 2015 року був відданий в оренду до клубу «Сассуоло», але так жодного матчу за нього і не зіграв.
Своєю грою привернув увагу представників тренерського штабу клубу «Лугано», до складу якого приєднався 2015 року. Відіграв за команду з Лугано наступний сезон своєї ігрової кар'єри. Більшість часу, проведеного у складі «Лугано», був основним гравцем атакувальної ланки команди.
2016 року уклав контракт з клубом «Ніцца», у складі якого провів наступний рік своєї кар'єри гравця. 
До складу клубу «Штутгарт» приєднався 2017 року. За два роки відіграв за штутгартський клуб 45 матчів у національному чемпіонаті. Після пониження його клубу до Другої Бундесліги влітку 2019 перейшов на сезон в оренду з правом викупу до французького «Реймса». У Лізі 1 зіграв 15 ігор, але жодного разу не забив.

## Виступи за збірні
2013 року дебютував у складі юнацької збірної Греції (U-19), загалом на юнацькому рівні взяв участь у 13 іграх, відзначившись 2 забитими голами.
Протягом 2016–2017 років залучався до складу молодіжної збірної Греції. На молодіжному рівні зіграв у 7 офіційних матчах, забив 1 гол.
2017 року дебютував в офіційних матчах у складі національної збірної Греції.
| Дата       | Місто    | Господарі            | Результат | Гості     | Турнір                               | Голи | Примітки |
| ---------- | -------- | -------------------- | --------- | --------- | ------------------------------------ | ---- | -------- |
| 9-6-2017   | Зениця   | Боснія і Герцеговина | 0 – 0     | Греція    | Відбір до ЧС 2018                    | -    | 50' 59'  |
| 31-8-2017  | Афіни    | Греція               | 0 – 0     | Естонія   | Відбір до ЧС 2018                    | -    |          |
| 3-9-2017   | Афіни    | Греція               | 1 – 2     | Бельгія   | Відбір до ЧС 2018                    | -    |          |
| 7-10-2017  | Нікосія  | Кіпр                 | 1 – 2     | Греція    | Відбір до ЧС 2018                    | -    | 75' 86'  |
| 23-3-2018  | Афіни    | Греція               | 0 – 1     | Швейцарія | товариський матч                     | -    | 63'      |
| 27-3-2018  | Цюрих    | Єгипет               | 0 – 1     | Греція    | товариський матч                     | -    | 46'      |
| 11-9-2018  | Будапешт | Угорщина             | 2 – 1     | Греція    | Ліга націй УЄФА 2018-2019 - 1-й етап | -    | 46'      |
| 23-3-2019  | Вадуц    | Ліхтенштейн          | 0 – 2     | Греція    | Відбір до ЧЄ 2020                    | 1    |          |
| 26-3-2019  | Зениця   | Боснія і Герцеговина | 2 – 2     | Греція    | Відбір до ЧЄ 2020                    | -    | 17'      |
| 12-10-2019 | Рим      | Італія               | 2 – 0     | Греція    | Відбір до ЧЄ 2020                    | -    | 67'      |
| 15-11-2019 | Єреван   | Вірменія             | 0 – 1     | Греція    | Відбір до ЧЄ 2020                    | -    | 81'      |
| Усього     |          | Матчів               | 11        |           | Голів                                | 1    |          |